# Wereldkampioenschappen baanwielrennen 1900

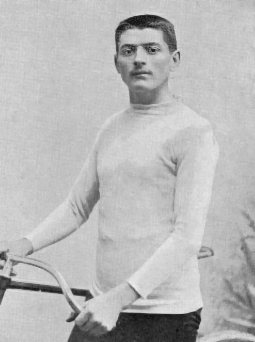
Constant Huret, wereldkampioen stayers bij de profs

De wereldkampioenschappen baanwielrennen 1900 werden gehouden van 12 tot 18 augustus 1900 in Parijs op de wielerbaan van het Parc des Princes. Het waren de eerste kampioenschappen georganiseerd door de pas opgerichte UCI.
Franse renners wonnen al de gebruikelijke kampioenschapsnummers - de sprint over 1 Engelse mijl en de wedstrijd met gangmaking over 100 kilometer. Een  tandemwedstrijd  voor profs werd gewonnen door het Nederlands-Italiaanse duo Harrie Meyers en Gian Ferdinando Tomaselli.

## Uitslagen

### Beroepsrenners
| Wedstrijd      | Winnaar          | 2e             | 3e             |
| -------------- | ---------------- | -------------- | -------------- |
| Sprint         | Edmond Jacquelin | Harrie Meyers  | Willy Arend    |
| 100 km stayers | Constant Huret   | Edouard Taylor | Emile Bouhours |

### Amateurs
| Wedstrijd      | Winnaar               | 2e            | 3e                 |
| -------------- | --------------------- | ------------- | ------------------ |
| Sprint         | Alphonse Didier-Nauts | J. H. Lake    | Ferdinand Vasserot |
| 100 km stayers | Louis Bastien         | Wilhelm Henie | Lloyd Hildebrand   |

Edities

1893 ·
1894 ·
1895 ·
1896 ·
1897 ·
1898 ·
1899 ·
1900 ·
1901 ·
1902 ·
1903 ·
1904 ·
1905 ·
1906 ·
1907 ·
1908 ·
1909 ·
1910 ·
1911 ·
1912 ·
1913 ·
1914 ·
1915 · 1916 · 1917 · 1918 · 1919 ·
1920 ·
1921 ·
1922 ·
1923 ·
1924 ·
1925 ·
1926 ·
1927 ·
1928 ·
1929 ·
1930 ·
1931 ·
1932 ·
1933 ·
1934 ·
1935 ·
1936 ·
1937 ·
1938 ·
1939 ·
1940 · 1941 · 1942 · 1943 · 1944 · 1945 ·
1946 ·
1947 ·
1948 ·
1949 ·
1950 ·
1951 ·
1952 ·
1953 ·
1954 ·
1955 ·
1956 ·
1957 ·
1958 ·
1959 ·
1960 ·
1961 ·
1962 ·
1963 ·
1964 ·
1965 ·
1966 ·
1967 ·
1968 ·
1969 ·
1970 ·
1971 ·
1972 ·
1973 ·
1974 ·
1975 ·
1976 ·
1977 ·
1978 ·
1979 ·
1980 ·
1981 ·
1982 ·
1983 ·
1984 ·
1985 ·
1986 ·
1987 ·
1988 ·
1989 ·
1990 ·
1991 ·
1992 ·
1993 ·
1994 ·
1995 ·
1996 ·
1997 ·
1998 ·
1999 ·
2000 ·
2001 ·
2002 ·
2003 ·
2004 ·
2005 ·
2006 ·
2007 ·
2008 ·
2009 ·
2010 ·
2011 ·
2012 · 
2013 · 
2014 · 
2015 · 
2016 · 
2017 · 
2018 · 
2019 · 
2020 · 
2021 · 
2022 · 
2023 ·
2024 ·
2025 ·

Onderdelen

Achtervolging (individueel) · 
afvalkoers · 
keirin · 
koppelkoers · 
omnium · 
ploegenachtervolging · 
puntenkoers · 
scratch · 
sprint · 
teamsprint ·  
tijdrijden

Voormalig:
stayeren ·
tandem